# Chinees-Nederlandse vereniging voor ondersteuning van het Vaderland tegen de Japanse bezetters
Chinees-Nederlandse vereniging voor ondersteuning van het Vaderland tegen de Japanse bezetters was een Chinese vereniging in Nederland tijdens de Tweede Chinees-Japanse Oorlog in de Tweede Wereldoorlog. Het werd in 1937 in Rotterdam opgericht door Chinezen in Nederland na het Marco Polobrugincident. De vereniging hield vergaderingen in de Ambassade van Republiek China in het Koninkrijk der Nederlanden te Amsterdam. Het doel van de vereniging was om geld in te zamelen voor de oorlog tegen de Japanse bezetters in Republiek China.
De vereniging had vier lokale afdelingen: Amsterdam, Rotterdam, Den Haag en Utrecht. In de grote steden van Nederland werd het nieuwsblad Kangriyaoxun (抗日要讯) verspreid onder de Chinezen. In het blad werden de nieuwste omstandigheden van de oorlog verteld. In 1943 werd de vereniging door de Duitsers verboden en het bestuur van de vereniging werd gevangengezet.